# Бекляр, Жюль-Огюст
Жюль-Огюст Бекляр (фр. Jules-Auguste Béclard; 17 декабря 1817, бывш. 11-й округ — 9 февраля 1887, Париж) — французский физиолог и педагог, доктор медицины; отец композитора Маргариты Бекляр д'Аркур (1884-1964).

## Биография
Жюль-Огюст Бекляр родился 17 декабря 1817 года в городе Париже в семье известного французского анатома Пьера Бекляра (1785—1825).  
Получив в 1842 году в Парижском университете степень доктора медицины, Бекляр вскоре начал читать лекции по физиологии в Ecole pratique, которые принесли ему всеобщую известность. 

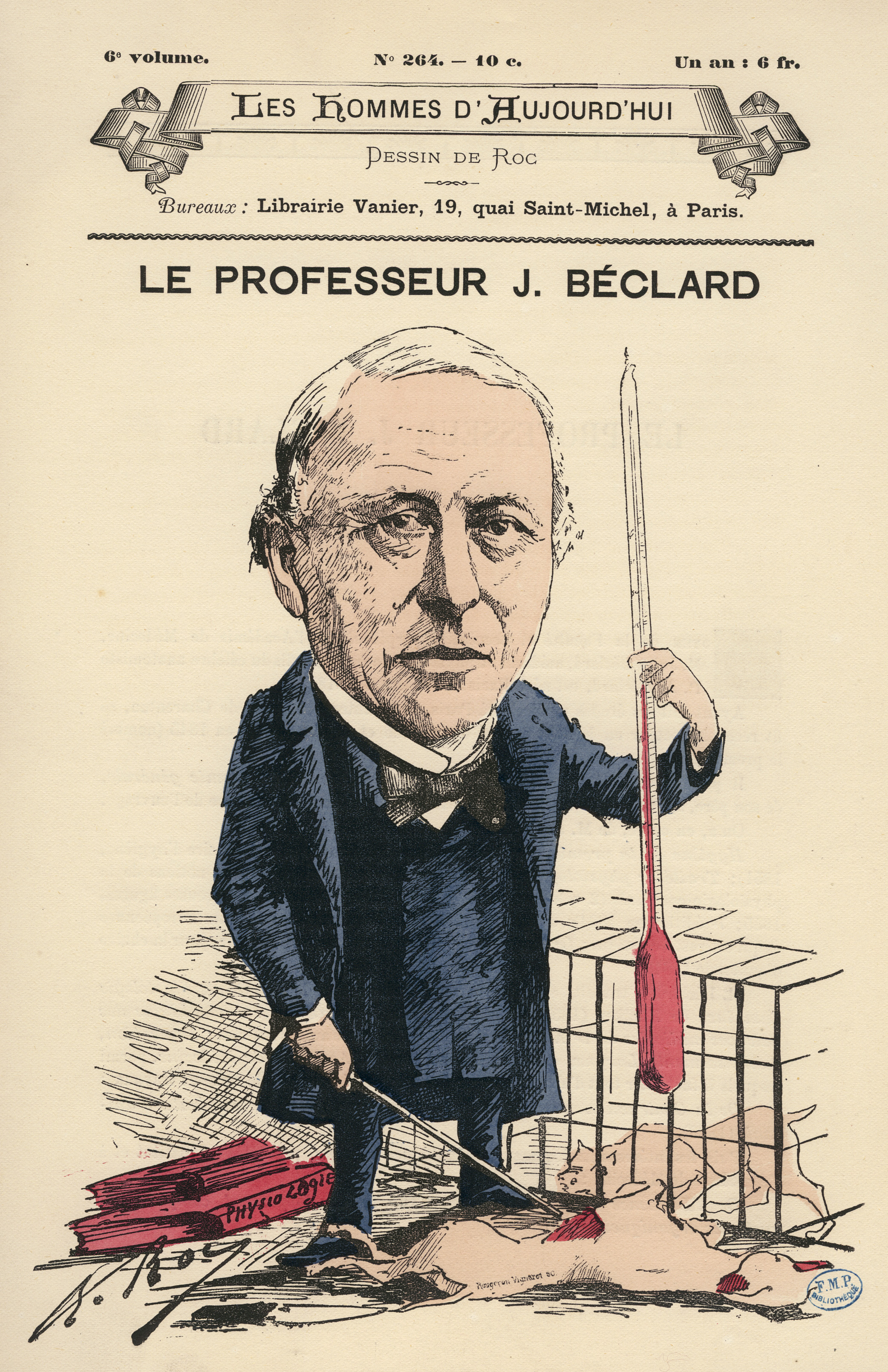
Профессор Ж. Бекляр. (карикатура в издании
«Les Hommes d'aujourd'hui»)

В 1856 году вышел в свет труд Бекляра под заголовком: «Traité de physiologie humaine», выдержавший целый ряд изданий и переведенный на многие языки. Спустя несколько лет Бекляр сделал  в Институте важный доклад «О мускульном сокращении и его отношении к температуре» (фр. «Contraction musculaire dans ses rapports avec la température animale»), которым впервые доказал, что количество тепла, обнаруживаемое мышцей во время сокращения, гораздо более того, когда она при этом не производит никакой механической работы. 
В 1862 году Бекляр выбран в члены Парижской медицинской академии и в том же году её секретарём, пост, который он занимал до своей смерти; также он состоял членом Королевской академии медицины Бельгии.
Жюль-Огюст Бекляр умер 9 февраля 1887 году в родном городе на 70-м году жизни и был погребён на столичном кладбище Пер-Лашез.
Заслуги учёного перед отечеством были отмечены орденом Почётного легиона.